# Polgári jogi igény
A polgári jogi igény a büntetőeljárásban a magánfél vagy az ügyész által érvényesített olyan igény, amely a bűncselekménnyel okozott kár megtérítésére irányul.(A magánfél olyan sértett, aki polgári jogi igényt, pl. kártérítési igényt érvényesít a büntető bíróság előtt.)